# Ruletă (joc)

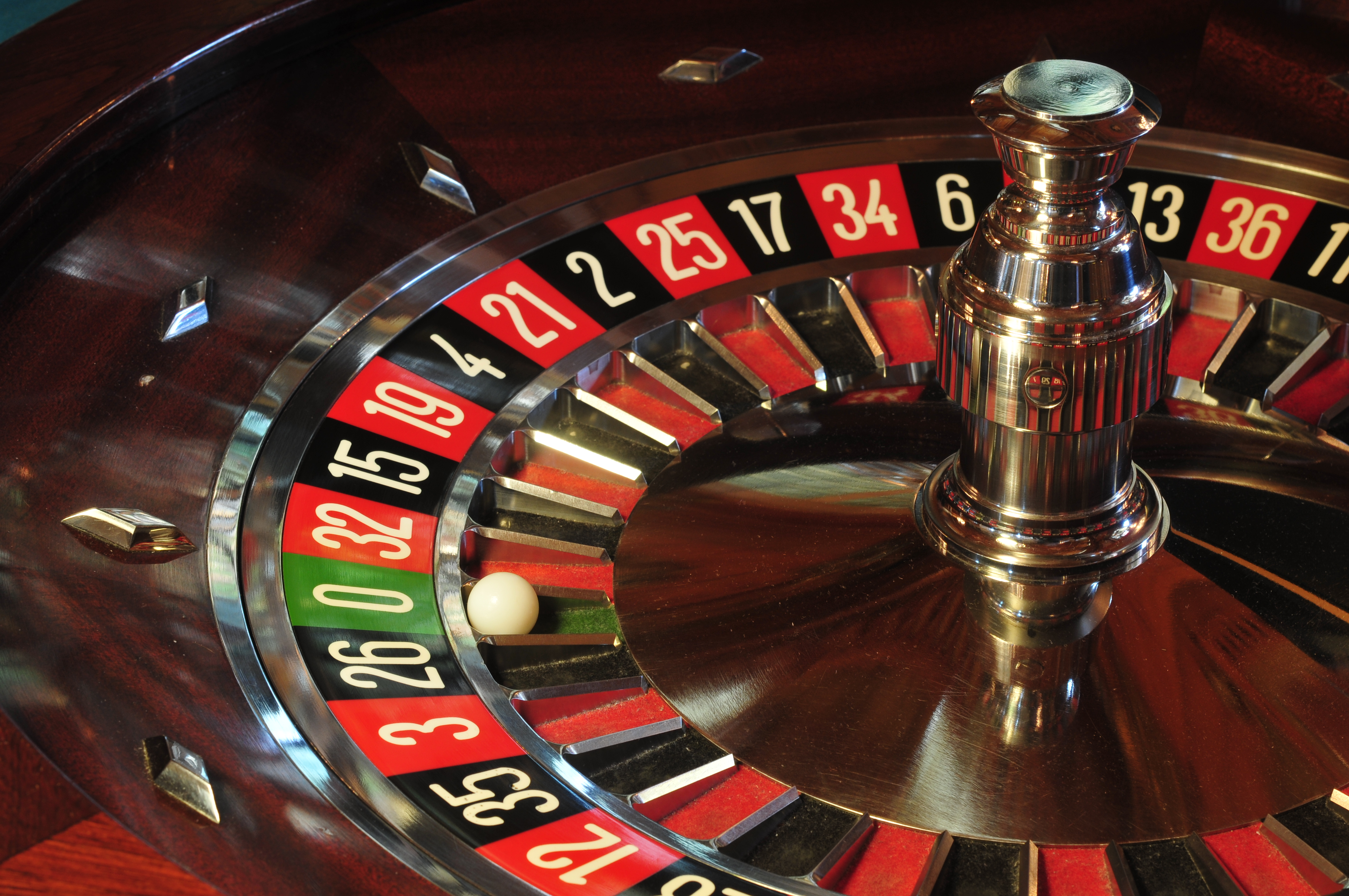

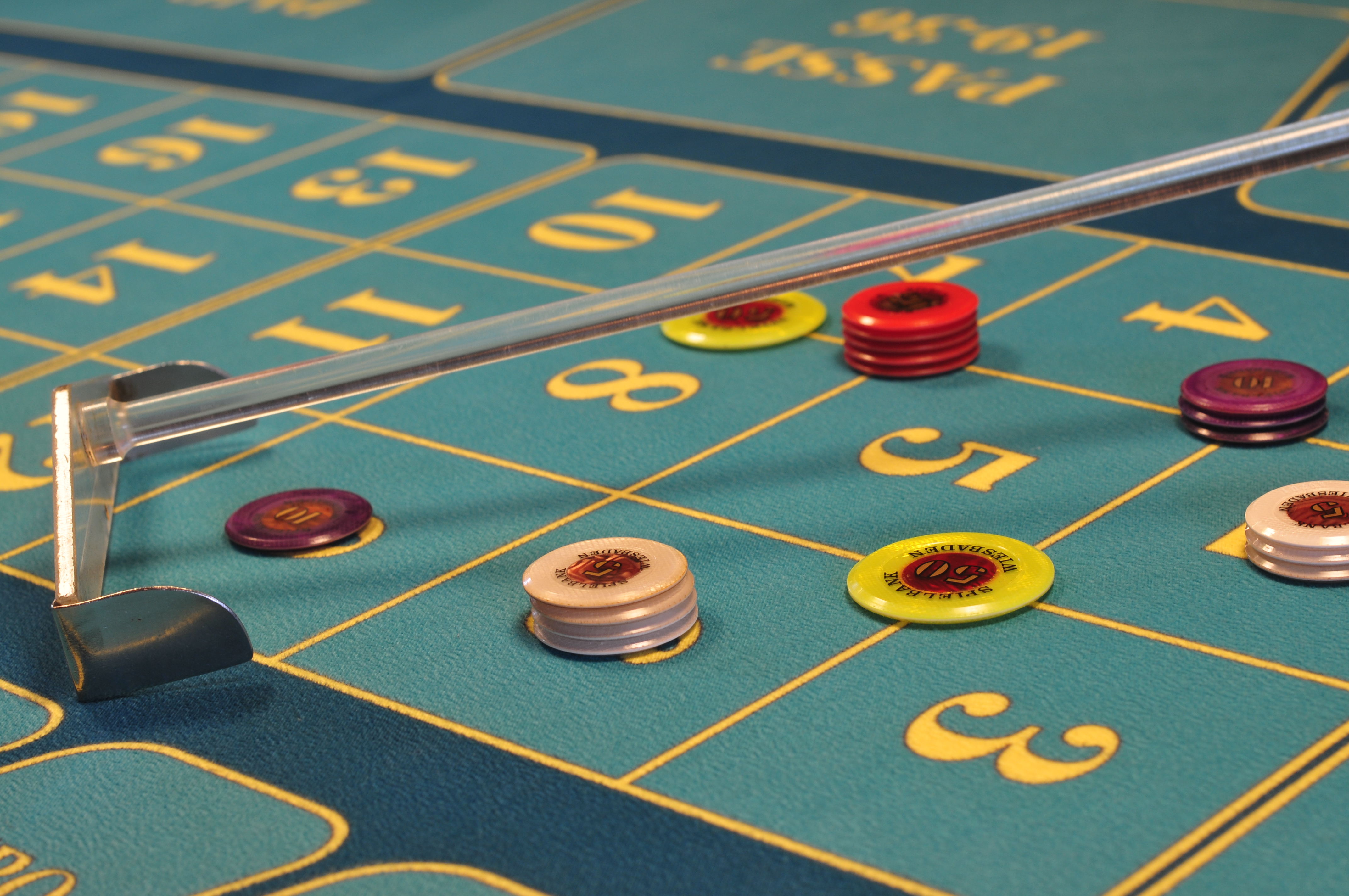

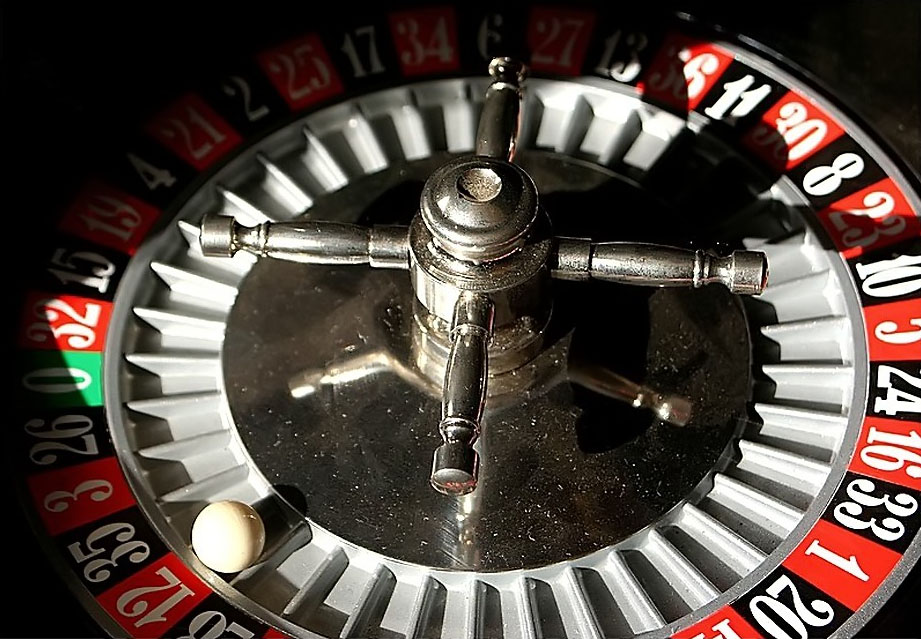
Ruleta

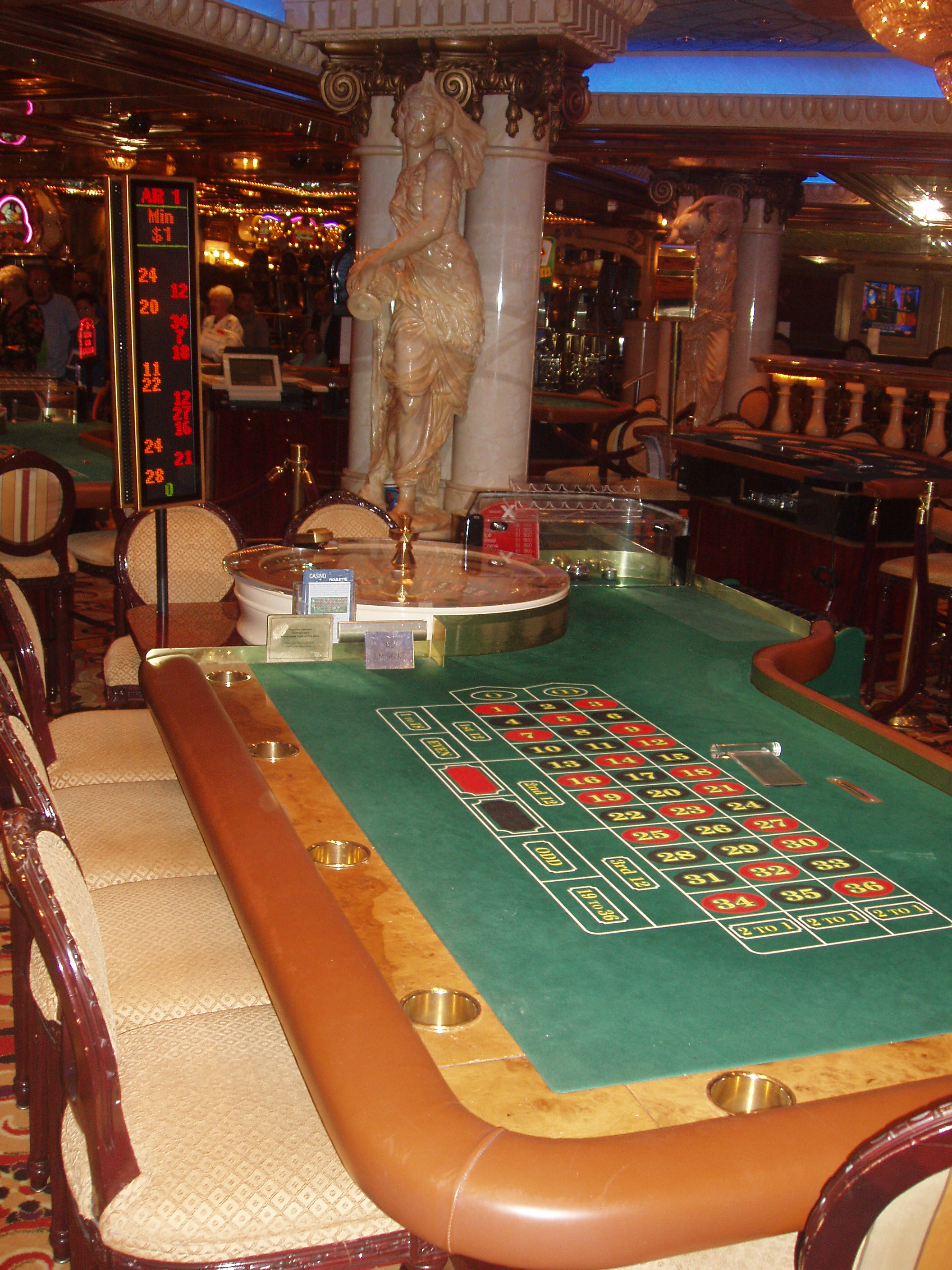
Masa de ruletă

Jocul de ruletă este unul din cele mai vechi jocuri de noroc existente în cazinouri. Jocul de ruletă se desfășoară pe o masă specială, cu tăblia împărțită în 37 de numere, având la un capăt o ruletă cu 37 de diviziuni egale numerotate de la 0 la 36. Suma numerelor inscripționate pe ruletă este 666.
Jucătorii aflați la masă pariază pe numerele ruletei diferite sume de bani, pariurile încetând de obicei cu 10 - 20 de secunde înaintea opririi bilei aruncate de crupier împotriva sensului de învârtire al ruletei.

## Modalități de pariere/câștiguri
- un număr / x 36 suma pariată
- 2 numere / x 18 suma pariată
- 3 numere / x 12 suma pariată
- 4 numere / x 9 suma pariată
- 6 numere / x 6 suma pariată
- coloană / x 3 suma pariată
- duzină / x 3 suma pariată
- culoare / x 2 suma pariată
- numere mari sau numere mici / x 2 suma pariată
- numere pare sau impare / x 2 suma pariată

Se poate paria în diferite modalități și în orice combinație de numere. Unele cazinouri au anumite sume fixe pentru jocurile de ruletă. Parierea se face în chips-uri (jetoane), fiecare jucător având o culoare separată pentru chips-urile sale. Convertirea în bani se face de obicei la casieria cazinoului sau la masa de ruletă.

## Ruletă online
Ruleta online (engleză - online roulette) este un popular joc de noroc ce se desfășoară în mediul online. Acest joc constă în plasarea unor pariuri pe o masă de joc virtuală. Este posibilă parierea pe unul sau mai multe numere, pe una din cele două culori sau pe un tip de număr; par sau impar. În momentul în care bila ce se învârtește (roulette) în jurul unei roți cu numere, se oprește pe un anumit număr, cel ce a plasat pariul pe acel număr este declarat câștigător.

### Scurt istoric
Ruleta online are o istorie scurtă, apărând pe Internet la mijlocul anilor 1990. Odată cu dezvoltarea Internetului, jocul de ruletă online a cunoscut îmbunătățiri tehnice și vizuale, legate de noile standarde în mediul online. Astfel, fiecare program de cazino online oferă în prezent și o versiune a acestui joc deosebit. Jucătorii pot participa fie prin intrarea pe un website ce oferă posibilitatea de a juca, fie prin descărcarea unui program conectat la acel website. În cadrul acestui joc sunt oferite condiții apropiate de cele dintr-un cazino real, simularea realistică a caracteristicilor unui joc normal fiind aproape perfectă. În ceea ce privește varianta de ruletă din cazinourile reale, aceasta se crede că a fost inventată de către matematicianul francez Blaise Pascal în secolul 17, deși există mai multe teorii. După ce jocul normal de ruletă a devenit unul dintre cele mai populare și apreciate jocuri de cazino, ruleta online este la fel de apreciat și cunoaște o popularitate din ce în ce mai mare.

### Modalitate de joc
Pentru a începe un joc de ruletă online este nevoie în primul rând de jetoane de diferite valori ce se cumpără înaintea jocului. În mod obișnuit, ecranul computerului pe care se joacă va conține o masă obișnuită de ruletă, roată ce simulează mecanismul real, precum și câteva butoane cu ajutorul cărora se poate juca. Pentru începere, se va alege valoarea ce se dorește a fi pariată prin plasarea numărului de jetoane corespunzător în căsuța dorită de pe masă. Astfel, se poate paria fie pe un singur număr, pe o combinație de numere, pe un interval în care va fi cuprins numărul, pe faptul că numărul va fi par sau impar, precum și pe culoarea acelui număr – roșu sau negru. În momentul în care pariul a fost plasat, se poate apăsa butonul corespunzător învârtirii roții de ruletă.
În momentul în care bila se oprește pe un anumit număr de o anumită culoare, acela este câștigător. Orice pariu ce corespunde acestui număr va fi câștigător și va fi onorat conform regulilor. În funcție de tipul de ruletă online jucat, roata poate avea 37 sau 38 de numere, incepând cu numărul 0. Acestea sunt plasate într-o ordine prestabilită pe roată pentru a egaliza șansele ca un număr să fie câștigător. În cazul jocului de ruletă online, generarea numerelor câștigătoare se realizează cu ajutorul unui algoritm matematic, ce generează aleator varianta câștigătoare. Există numeroase reguli mult mai complexe ale acestui joc, însă ruleta online se poate juca cunoscând aceste reguli simple.

### Tipuri de ruletă online
Deși există numeroase tipuri specifice de ruletă online, unele cazinouri online adoptând variante proprii, două tipuri sunt cele mai cunoscute și utilizate. Astfel, de-a lungul timpului s-au desprins variantele europeană și americană, fiecare cu anumite particularități. Ruleta online europeană folosește regulile obișnuite ale ruletei originale, fiind cea mai întâlnită și populară formă de ruletă online. Aceasta formă a apărut în Europa și își păstrează cea mai mare parte a regulilor originale. Roata de ruletă europeană are 37 de numere, de la 0 la 36, diferențiate în cele două culori. 
Ruleta online americană a fost dezvoltată de cazinourile americane, având câteva diferențe față de cea europeană. Principala diferență este prezența unui număr adițional și anume 00. Această diferență conduce la scăderea șanselor jucătorului și creșterea celor ale casei sau cazinoului. O altă diferență este plasarea numerelor în perechi, opuse pe roată. Din punctul de vedere al jucătorului, șansele de câștig sunt mai mari la varianta europeană. Contrar așteptărilor, ambele tipuri de ruletă se găsesc în cazinouri, indiferent de locația geografică. Astfel, pot fi întâlnite jocuri de ruletă online europeană la cazinouri americane.

### Sisteme de joc
De-a lungul timpului au apărut numeroase sisteme de a asigura șanse cât mai mari de câștig la jocul de ruletă online. Cu toate acestea, nu există un sistem sau strategie perfectă ce asigură câștigul nelimitat și învingerea unui cazino online. Aceste strategii au fost dezvoltate de jucători experimentați, care au descoperit anumite modalități de a paria la acest joc. Folosirea acestora nu asigură câștigul instantaneu și continuu la acest joc, ci cresc șansele de a ieși în câștig la finalul jocului. Printre cele mai cunoscute strategii profesioniste de joc se numară:
- Martingală – unul dintre cele mai apreciate sisteme, fiind ușor de memorat. El presupune parierea pe o sumă, iar dacă pariul este necâștigător, se dublează acea sumă la următorul pariu. În momentul în care se câștigă, suma câștigată va acoperi toate pierderile anterioare;
- D’Alembert – un alt sistem popular, ce presupune creșterea sumei pariate atunci când pariul este necâștigător și scăderea acestei sume cu aceași valoare, atunci când pariul este câștigător;
- Andruci – este un sistem bazat pe teoria haosului statistic, ce presupune parierea pe numere ce au fost deja câștigătoare în trecut;
- Paroli – este sistemul opus celui de tip Martingale și presupune parierea unei unități. În caz de câștig, se dublează suma pariată, iar în caz de pierdere se reduce la jumătate;

Există numeroase alte sisteme și variante ale acestor sisteme. Se mai remarcă următoarele strategii de joc: Oscar’s Grind, Fibonacci, Labouchere precum și multe altele. Niciunul dintre aceste sisteme nu asigură victoria finală în fața unui cazino online. Ele sunt doar modalități legale de a încerca câștiguri intermediare la jocul de ruletă online. De asemenea, există numeroase sisteme dezvoltate de așa-ziși experți care oferă soluții imbatabile de a câștiga. Acestea nu sunt reale și reprezintă doar variații ale strategiilor clasice.

### Legislație
Deși există legi care reglementează mediul pentru jocuri online, inclusiv pe cel de ruletă online, există numeroase diferențe între anumite state și provincii. În unele state aceste activități nu sunt permise sau sunt permise conform unor reglementări mai stricte decât în altele. În unele cazuri, legislația în domeniu este încă nedefinită sau în curs de dezvoltare. Deși regulile de joc se aplică pentru toate companiile de cazino online, condițiile în care se joacă și cine are acces la aceste jocuri online diferă de la caz la caz. În viitor, sunt prevăzute schimbări majore în acest domeniu, prin care se vor defini legile acestei industrii online.